# 하야아키츠히코・하야아키츠히메
하야아키츠히코・하야아키츠히메(일본어: ハヤアキツヒコ・ハヤアキツヒメ)는 일본 신화에 등장하는 신이다. 『고사기(古事記)』에서는 하야아키츠히코노카미(速秋津比古神), 하야아키츠히메노카미(速秋津比売神), 『일본서기(日本書紀)』에서는 하야아키츠히메노미코토(速秋津日命)라고 표기되어있다. 『고사기(古事記)』에서는 미나토노카미(水戸神)라고도 표기되어있다.

## 개요
『고사기(古事記)』에서는 하야아키츠히코노카미(速秋津比古神), 하야아키츠히메노카미(速秋津比売神), 『오오하라에노코토바(大祓詞)』에서는 하야아키츠비메(速開津比売)로 표기, 『일본서기(日本書紀)』의 일서 제6에서는 하야아키츠히메노미코토(速秋津日命)라는 이칭도 가진다.
카미우미의 단으로 이자나키노미코토ㆍ이자나미노미코토 두 신 사이에서 태어난 남녀 한 쌍의 신으로, 미토신은 그 총칭이다. 『일본서기(日本書紀)』의 일서 제6에서는 "수문의 신들은 하야아키츠히메(速秋津日命)라고 한다"라고 쓰여있다.
『고사기(古事記)』에서는 두 신 사이에는 다음과 같은 사대팔주의 신이 태어났다고 적고 있다. 모두 물과 관계가 있는 신이다.
- 아하나기노카미 (沫那藝神)・아하나미노카미 (沫那美神)
- 츠라나기노카미 (頬那藝神)・츠라나미노카미 (頬那美神)
- 아메노미쿠마리노카미 (天之水分神)・쿠니노미쿠마리노카미 (国之水分神)
- 아메노쿠히자모치노카미 (天之久比奢母智神)・쿠니노쿠히자모치노카미 (国之久比奢母智神)

또, 위원중국평정에서 쿠니 양도를 허락한 오오쿠니누시를 위해 조영된 궁궐 (이즈모타이샤)에서 카시와데가 된 이즈모시 호모리 신사의 주제신이기도 한 쿠시야타마노카미(櫛八玉神)는 미토신 두 신의 손자로 기록돼 있다.
「速」은 아름답다, 「秋」는 「開」의 차자, 「津」는 「항구(港)」로 해석해, 이름의 뜻은 「기세가 빠르고 활발한, 하구의 남성과 여성」이라고 생각할 수 있다.
「오오하라에노코토바(大祓詞)」에서는, 강 위에 있는 세오리츠히메노카미에 의해 바다에 떠내려간 죄(罪)와 예(穢)를 「荒潮の潮の八百道の八潮道の潮の八百会に坐す速開津比売（はやあきつひめ）と云ふ神」이 삼켜 버린다고 기록되어 있다.

## 같이 보기
- 카미우미
- 일본 신화의 신 목록